# Oldřiška Ciprová
Oldřiška Ciprová (* 21. května 1979 Plzeň) je česká spisovatelka a herečka. Po historických románech, které jí pravidelně vychází od roku 2001, se prosadila i v literatuře pro děti a mládež. Věnuje se i dramatickému umění (jako autorka i jako herečka), v současné době je vidět na jevišti v plzeňském divadle Dialog.

## Začátky
Její první kniha, historický román Bůh zemřel, když se narodili, vyšel v roce 2001 v nakladatelství Agave. Popisuje období posledních Přemyslovců a v roce 2005 se dočkal volného pokračování A nebe truchlilo, které vyšlo v nakladatelství Baronet.
Po kratším útlumu vyšla v nakladatelství Mladá fronta v roce 2008 historická romance opět z dob posledních Přemyslovců Čas žít, čas milovat. Tato kniha byla v její tvorbě určitým mezníkem; od roku 2009 přestoupila k nakladatelství Alpress, kde vydává své romantické historické romány.

## Romány
- Zatoulaná královna vyšla v roce 2009 a po ní následovaly knihy Nevěsta železného krále a v roce 2011 vydaný Únos urozené panny, kterým se vážně dostala do povědomí českých čtenářů. V říjnu 2012 vyšla romance zasazená do 10. století s názvem Princezna veronská – nevěsta knížete Boleslava, Hříšná královna, kde se autorka zaměřila na Konstancii Uherskou – druhou ženu Přemysla Otakara I., Bílá princezna, která pojednává o Kunhutě Štaufské.
- Uvězněná královna zase o strastech Emmy Reginy, manželky Boleslava II. V dubnu 2015 ji vyšla kniha o české kněžně Idě Wettinské Kněžna Ida. Autorka v říjnu roku 2015 vydala reedici svých prvních dvou knih pod souhrnným názvem Láska a majestát a v únoru 2016 vyšla Ciprové očekávaná kniha Doubravka Přemyslovna.
- Guta Habsburská – leden 2017
- Dívčí válka – červen 2017
- S cejchem ďábla – duben 2018
- Drahomíra – duben 2019
- Báječný život na volné noze - květen 2020 - první román pro dospělé zasazený do současnosti. Jedná se o vtipně sepsané peripetie spisovatelky, která se rozhodla začít pracovat na volné noze.
- Vládkyně Vikingů - srpen 2021
- Kateřina z Poděbrad - květen 2022
- Adléta Arpádovna - leden 2024
- Alžběta Uherská - říjen 2024

## Pohádky
V září 2014 vyšly autorce v nakladatelství Albatros první pohádky, určené pro děti předškolního a mladšího školního věku. Jsou zaměřené na sebereflexi dítěte a velmi hravou formou nastiňují některé výchovné prvky. Kniha se jmenuje Kam chodí spát Usínáček, ilustrátorkou je Lenka Němcová a kniha zaznamenala fenomenální úspěch. Na jaře 2015 se dělal dotisk. Autorky společně vytvořily další dětskou knihu nazvanou Kde se vzala Duha, která vyšla v dubnu v roce 2015. Na Vánoce 2015 vyšly další pohádky zaměřené na sebereflexi dítěte s názvem Copak snídá Ponožkovník?
Dalším počinem Oldřišky Ciprové jsou pohádky o zvířátkách, která se vyskytují v českých příslovích. Kniha se jmenuje Netahej vlka za ocas a vyšla v listopadu 2016.
- Špalíček pohádek – říjen 2017 (Albatros)
- Pohádky pod polštářek - březen 2022 (Albatros)
- Tlapky fousky ocásky - září 2022 (Albatros)

## Knihy pro děti a mládež
Dne 4. listopadu 2015 vydalo nakladatelství Grada Oldřišce další knihu, tentokrát laděnou velmi humorně. Je určená pro děti 6–12 let, kterou si s dětmi rádi přečtou i rodiče. Název je Deník praštěný ségry a šílenýho bráchy. Autorky nadále spolupracují výhradně spolu a v dubnu roku 2016 vydaly vtipné zápisky dvanáctileté Káji trpící nadváhou unikátně obohacené recepty pro náctileté. Kniha nese název Zhubni a nezblbni.
V červnu 2016 vydala Oldřiška fantasy příběh – Dračí úlet – kde opět nechybí humor a kniha je určená nejen pro mládež, ale i starším ročníkům.
V srpnu 2016 přišla na svět série pro dívky o neobyčejném přátelství dívky a jednorožce s názvem Ema a jednorožec:
- 1. díl. Kouzelný roh,
- 2. díl Tajemství krystalu,
- 3. díl Záhadné Bludiště,
- 4. díl Medailon moci (vyd. leden 2018)
- 5. díl Zázračný lektvar (říjen 2018)
- 6. díl Ztracené hříbě (říjen 2020)
- 7. díl Zlatý princ (září 2021)
- 8. díl Čarovné prsteny (květen 2022)

Další dětské knihy:
- Zachráněný Mourek – červenec 2018 (Grada)Vhodné pro děti 6–9 let.
- Konec rodu Slavníkovců – září 2018 (Albatros), historické dobrodružství 12–16 let
- Terka a bláznivá úča – březen 2018 (Grada) – děti 8–13 let
- V kůži rytíře – květen 2019 (Grada) – děti 11–15 let
- Mazlivý pejsek - leden 2020 (Grada) vhodné pro děti 4–9 let
- Vlk a já - březen 2020 (Grada) - děti 11-15 let
- Můj přítel Vlk - červen 2022 (Grada) - děti 11-15 let
- Kůň a já "Vzácné sedlo" - únor 2023 (Grada) - děti 7-12 let
- Kůň a já "Nečekaná výhra" - duben 2023 (Grada) - děti 7-12 let
- Věrný vlk - leden 2024 (Grada) - děti 11-15 let

## Divadlo
V roce 1999 založila s přáteli Divadlo Maebh, kde od té doby působí jako autor a režie. Ve všech hrách účinkuje jako herečka. V květnu 2019 získala hlavní hereckou Cenu za roli Dcery v komedii Zmrzlina na festivalu malých divadel ve Žluticích.
Další ceny:
- 2022 cena poroty na festivalu malých divadel ve Žluticích za smysl pro groteskno za autorskou hru Nevěrníci.
- Za kriminální komedii B.O.T.A. získala v roce 2010 cenu za herecký výkon za roli Sandry.
- 2004 - cena poroty na Karlínském Jevišti za svou historickou baladu Falkenštejn a Přemyslovna.

Aktuálně[kdy?] se hraje:
- Únor 2020 - premiéra hry Nevěrníci(autor, režie: Oldřiška Ciprová)
- Říjen 2021 - premiéra hry Falešná manželka (autor: Oldřiška Ciprová, režie: Eva Vyskočilová)
- Únor 2022 - Premiéra hry Rocker a dvě staré dámy (autor: Jana Pacnerová, režie: Oldřiška Ciprová)
- Říjen 2022 - Premiéra hry Patrika 1,5 (autor: Michael Drukner/Švédsko, režie: Oldřiška Ciprová)
- Únor 2023 - Premiéra hry Artur a Amélie (autor: Oldřiška Ciprová, režie: kolektiv Maebh)
- Leden 2024 . Premiéra hry Čas pod psa (autor: Brigitte Buc, režie: Oldřiška Ciprová)
- Únor 2025 premiéra hry Alkoholky (autor: Thomas Vinterberg, Morgens Rukov, režie: Oldřiška)